# Calamactis praelonga
Calamactis praelonga is een zeeanemonensoort uit de familie van de Halcampoididae. De wetenschappelijke naam van de soort is voor het eerst geldig gepubliceerd in 1951 door Carlgren.